# Septième district congressionnel de l'État de Washington
Le 7e district congressionnel de Washington englobe la majeure partie de Seattle et de Burien, ainsi que l'ensemble de l'île Vashon, de Lake Forest Park, de Shoreline et de Normandy Park. Depuis 2017, le 7e district est représenté par la Démocrate Pramila Jayapal. Avec un indice CPVI de D+36, c'est le district le plus Démocrate de Washington.
Le 7e est le district le plus démocrate du nord-ouest du Pacifique et le district le plus démocrate de la côte ouest en dehors de la région de la Baie de San Francisco ou de Los Angeles. C'est également le district à majorité blanche le plus démocrate des États-Unis. Les démocrates dominent tous les niveaux du gouvernement et remportent régulièrement les élections avec plus de 70 % des voix. Al Gore a remporté le 7e en 2000 avec 72 % des voix, tandis que John Kerry a remporté 79 % des voix en 2004. Barack Obama a obtenu 84 % des voix en 2008.
Le 7e district de Washington a été ajouté après le recensement de 1950, mais l'État n'a pas immédiatement procédé à une nouvelle répartition. Il a été contesté en tant que siège at-large de l'État lors de trois élections, 1952, 1954 et 1956, et les électeurs ont voté pour deux sièges au Congrès, leur district et le siège at-large. Le Démocrate Donald H. Magnuson a remporté les trois élections at-large. Les élections de 1958 furent les premières après la redistribution de l'État en sept districts ; Magnuson a été élu dans la nouvelle circonscription en 1958 et 1960, mais a perdu en 1962.

## Historique de vote
| Année | Poste     | Résultats                |
| ----- | --------- | ------------------------ |
| 1964  | Président | Johnson 62,0 % - 38,0 %  |
| 1968  | Président | Humphrey 52,0 % - 40,0 % |
| 1972  | Président | Nixon 56,0 % - 44,0 %    |
| 1976  | Président | Carter 48,0 % - 48,0 %   |
| 1980  | Président | Reagan 44,0 % - 42,0 %   |
| 1984  | Président | Mondale 58,0 % - 41,0 %  |
| 1988  | Président | Dukakis 66,0 % - 32,0 %  |
| 1992  | Président | Clinton 65,0 % - 18,0 %  |
| 1996  | Président | Clinton 67,0 % - 20,0 %  |
| 2000  | Président | Gore 72,0 % - 20,0 %     |
| 2004  | Président | Kerry 79,0 % - 19,0 %    |
| 2008  | Président | Obama 84,0 % - 15,0 %    |
| 2012  | Président | Obama 79,0 % - 18,0 %    |
| 2016  | Président | Clinton 82,0 % - 12,0 %  |
| 2020  | Président | Biden 86,0 % - 12,0 %    |

## Liste des Représentants du district
| Membre                             | Parti       | Années                           | Congrès     | Histoire électorale | Zone géographique                      |
| ---------------------------------- | ----------- | -------------------------------- | ----------- | --- | -------------------------------------- |
| District établit le 3 janvier 1959 |             |                                  |             | |                                        |
| Donald H. Magnuson (en)            | Démocrate   | 3 janvier 1959 - 3 janvier 1963  | 86e , 87e   | Redécoupage depuis le district at-large et réélu en 1958. Réélu en 1960. Perd sa réélection. | 1959–1961                              |
| Donald H. Magnuson (en)            | Démocrate   | 3 janvier 1959 - 3 janvier 1963  | 86e , 87e   | Redécoupage depuis le district at-large et réélu en 1958. Réélu en 1960. Perd sa réélection. | 1961–1969                              |
| K. William Stinson (en)            | Républicain | 3 janvier 1963 - 3 janvier 1965  | 88e         | Élu en 1962. Perd sa réélection. |                                        |
| Brock Adams                        | Démocrate   | 3 janvier 1965 - 22 janvier 1977 | 89e - 95e   | Élu en 1964. Réélu en 1966. Réélu en 1968. Réélu en 1970. Réélu en 1972. Réélu en 1974. Réélu en 1976. Démissionne pour devenir Secrétaire des États-Unis au Transports.                                                 |                                        |
| Brock Adams                        | Démocrate   | 3 janvier 1965 - 22 janvier 1977 | 89e - 95e   | Élu en 1964. Réélu en 1966. Réélu en 1968. Réélu en 1970. Réélu en 1972. Réélu en 1974. Réélu en 1976. Démissionne pour devenir Secrétaire des États-Unis au Transports.                                                 | 1969–1973 Parties de King              |
| Brock Adams                        | Démocrate   | 3 janvier 1965 - 22 janvier 1977 | 89e - 95e   | Élu en 1964. Réélu en 1966. Réélu en 1968. Réélu en 1970. Réélu en 1972. Réélu en 1974. Réélu en 1976. Démissionne pour devenir Secrétaire des États-Unis au Transports.                                                 | 1973–1983                              |
| Vacant                             | Vacant      | 22 janvier 1977 - 17 mai 1977    | 95e         | |                                        |
| John E. Cunningham (en)            | Républicain | 17 mai 1977 - 3 janvier 1979     | 95e         | Élu pour terminer le mandat d'Adams. Perd sa réélection. |                                        |
| Mike Lowry                         | Démocrate   | 3 janvier 1979 - 3 janvier 1989  | 96e - 100e  | Élu en 1978. Réélu en 1980. Réélu en 1982. Réélu en 1984. Réélu en 1986. Retrait pour se présenter comme Sénateur des États-Unis.                                                                                        |                                        |
| Mike Lowry                         | Démocrate   | 3 janvier 1979 - 3 janvier 1989  | 96e - 100e  | Élu en 1978. Réélu en 1980. Réélu en 1982. Réélu en 1984. Réélu en 1986. Retrait pour se présenter comme Sénateur des États-Unis.                                                                                        | 1983–1985                              |
| Mike Lowry                         | Démocrate   | 3 janvier 1979 - 3 janvier 1989  | 96e - 100e  | Élu en 1978. Réélu en 1980. Réélu en 1982. Réélu en 1984. Réélu en 1986. Retrait pour se présenter comme Sénateur des États-Unis.                                                                                        | 1985–1993                              |
| Jim McDermott                      | Démocrate   | 3 janvier 1989 - 3 janvier 2017  | 101e - 114e | Élu en 1988. Réélu en 1990. Réélu en 1992. Réélu en 1994. Réélu en 1996. Réélu en 1998. Réélu en 2000. Réélu en 2002. Réélu en 2004. Réélu en 2006. Réélu en 2008. Réélu en 2010. Réélu en 2012. Réélu en 2014. Retrait. |                                        |
| Jim McDermott                      | Démocrate   | 3 janvier 1989 - 3 janvier 2017  | 101e - 114e | Élu en 1988. Réélu en 1990. Réélu en 1992. Réélu en 1994. Réélu en 1996. Réélu en 1998. Réélu en 2000. Réélu en 2002. Réélu en 2004. Réélu en 2006. Réélu en 2008. Réélu en 2010. Réélu en 2012. Réélu en 2014. Retrait. | 1993–2003 Parties de King              |
| Jim McDermott                      | Démocrate   | 3 janvier 1989 - 3 janvier 2017  | 101e - 114e | Élu en 1988. Réélu en 1990. Réélu en 1992. Réélu en 1994. Réélu en 1996. Réélu en 1998. Réélu en 2000. Réélu en 2002. Réélu en 2004. Réélu en 2006. Réélu en 2008. Réélu en 2010. Réélu en 2012. Réélu en 2014. Retrait. | 2003–2013 Parties de King              |
| Jim McDermott                      | Démocrate   | 3 janvier 1989 - 3 janvier 2017  | 101e - 114e | Élu en 1988. Réélu en 1990. Réélu en 1992. Réélu en 1994. Réélu en 1996. Réélu en 1998. Réélu en 2000. Réélu en 2002. Réélu en 2004. Réélu en 2006. Réélu en 2008. Réélu en 2010. Réélu en 2012. Réélu en 2014. Retrait. | 2013–2023 Parties de King et Snohomish |
| Pramila Jayapal                    | Démocrate   | 3 janvier 2017 - Présent         | 115e - 118e | Élue en 2016. Réélue en 2018. Réélue en 2020. Réélue en 2022. |                                        |
| Pramila Jayapal                    | Démocrate   | 3 janvier 2017 - Présent         | 115e - 118e | Élue en 2016. Réélue en 2018. Réélue en 2020. Réélue en 2022. | 2023–Présent Parties de King           |

## Résultats des récentes élections
Voici les résultats des dix précédents cycles électoraux dans le district.

## Frontières historiques du district

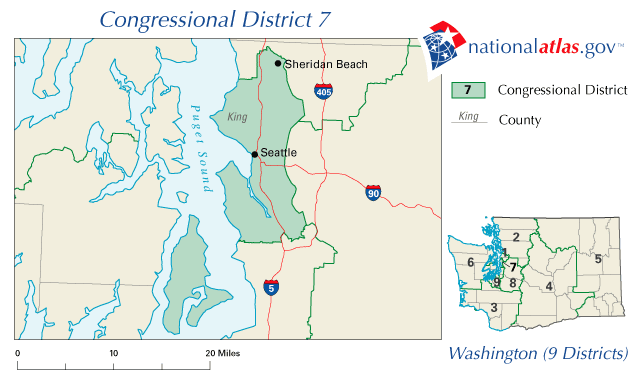
Le district de 2003 à 2013

### 2004
| Élection de 2004 du 7e district congressionnel de Washington | Élection de 2004 du 7e district congressionnel de Washington | Élection de 2004 du 7e district congressionnel de Washington | Élection de 2004 du 7e district congressionnel de Washington | Élection de 2004 du 7e district congressionnel de Washington |
| ------------------------------------------------------------ | ------------------------------------------------------------ | ------------------------------------------------------------ | ------------------------------------------------------------ | ------------------------------------------------------------ |
| Parti                                                        | Parti                                                        | Candidat                                                     | Votes                                                        | %                                                            |
|                                                              | Démocrate                                                    | Jim McDermott (sortant)                                      | 272 302                                                      | 80,7                                                         |
|                                                              | Républicain                                                  | Carol Thorne Cassady                                         | 65 226                                                       | 19,3                                                         |
| Total des votes                                              | Total des votes                                              | Total des votes                                              | 337 528                                                      | 100 %                                                        |
|                                                              | Les Démocrates conservent                                    |                                                              |                                                              |                                                              |

### 2006
| Élection de 2006 du 7e district congressionnel de Washington | Élection de 2006 du 7e district congressionnel de Washington | Élection de 2006 du 7e district congressionnel de Washington | Élection de 2006 du 7e district congressionnel de Washington | Élection de 2006 du 7e district congressionnel de Washington |
| ------------------------------------------------------------ | ------------------------------------------------------------ | ------------------------------------------------------------ | ------------------------------------------------------------ | ------------------------------------------------------------ |
| Parti                                                        | Parti                                                        | Candidat                                                     | Votes                                                        | %                                                            |
|                                                              | Démocrate                                                    | Jim McDermott (sortant)                                      | 195 462                                                      | 79,4                                                         |
|                                                              | Républicain                                                  | Steve Beren                                                  | 38 715                                                       | 15,7                                                         |
|                                                              | Indépendant                                                  | Linnea S. Noreen                                             | 11 956                                                       | 4,9                                                          |
| Total des votes                                              | Total des votes                                              | Total des votes                                              | 246 133                                                      | 100 %                                                        |
|                                                              | Les Démocrates conservent                                    |                                                              |                                                              |                                                              |

### 2008
| Élection de 2008 du 7e district congressionnel de Washington | Élection de 2008 du 7e district congressionnel de Washington | Élection de 2008 du 7e district congressionnel de Washington | Élection de 2008 du 7e district congressionnel de Washington | Élection de 2008 du 7e district congressionnel de Washington |
| ------------------------------------------------------------ | ------------------------------------------------------------ | ------------------------------------------------------------ | ------------------------------------------------------------ | ------------------------------------------------------------ |
| Parti                                                        | Parti                                                        | Candidat                                                     | Votes                                                        | %                                                            |
|                                                              | Démocrate                                                    | Jim McDermott (sortant)                                      | 291 963                                                      | 83,7                                                         |
|                                                              | Républicain                                                  | Steve Beren                                                  | 57 054                                                       | 16,3                                                         |
| Total des votes                                              | Total des votes                                              | Total des votes                                              | 349 017                                                      | 100 %                                                        |
|                                                              | Les Démocrates conservent                                    |                                                              |                                                              |                                                              |

### 2010
| Élection de 2010 du 7e district congressionnel de Washington | Élection de 2010 du 7e district congressionnel de Washington | Élection de 2010 du 7e district congressionnel de Washington | Élection de 2010 du 7e district congressionnel de Washington | Élection de 2010 du 7e district congressionnel de Washington |
| ------------------------------------------------------------ | ------------------------------------------------------------ | ------------------------------------------------------------ | ------------------------------------------------------------ | ------------------------------------------------------------ |
| Parti                                                        | Parti                                                        | Candidat                                                     | Votes                                                        | %                                                            |
|                                                              | Démocrate                                                    | Jim McDermott (sortant)                                      | 232 649                                                      | 83,0                                                         |
|                                                              | Indépendant                                                  | Bob Jeffers-Schroder                                         | 47 741                                                       | 17,0                                                         |
| Total des votes                                              | Total des votes                                              | Total des votes                                              | 280 390                                                      | 100 %                                                        |
|                                                              | Les Démocrates conservent                                    |                                                              |                                                              |                                                              |

### 2012
| Élection de 2012 du 7e district congressionnel de Washington | Élection de 2012 du 7e district congressionnel de Washington | Élection de 2012 du 7e district congressionnel de Washington | Élection de 2012 du 7e district congressionnel de Washington | Élection de 2012 du 7e district congressionnel de Washington |
| ------------------------------------------------------------ | ------------------------------------------------------------ | ------------------------------------------------------------ | ------------------------------------------------------------ | ------------------------------------------------------------ |
| Parti                                                        | Parti                                                        | Candidat                                                     | Votes                                                        | %                                                            |
|                                                              | Démocrate                                                    | Jim McDermott (sortant)                                      | 298 368                                                      | 79,6                                                         |
|                                                              | Républicain                                                  | Ron Bemis                                                    | 76 212                                                       | 20,4                                                         |
| Total des votes                                              | Total des votes                                              | Total des votes                                              | 374 580                                                      | 100 %                                                        |
|                                                              | Les Démocrates conservent                                    |                                                              |                                                              |                                                              |

### 2014
| Élection de 2014 du 7e district congressionnel de Washington | Élection de 2014 du 7e district congressionnel de Washington | Élection de 2014 du 7e district congressionnel de Washington | Élection de 2014 du 7e district congressionnel de Washington | Élection de 2014 du 7e district congressionnel de Washington |
| ------------------------------------------------------------ | ------------------------------------------------------------ | ------------------------------------------------------------ | ------------------------------------------------------------ | ------------------------------------------------------------ |
| Parti                                                        | Parti                                                        | Candidat                                                     | Votes                                                        | %                                                            |
|                                                              | Démocrate                                                    | Jim McDermott (sortant)                                      | 203 954                                                      | 81,0                                                         |
|                                                              | Républicain                                                  | Craig Keller                                                 | 47 921                                                       | 19,0                                                         |
| Total des votes                                              | Total des votes                                              | Total des votes                                              | 251 875                                                      | 100 %                                                        |
|                                                              | Les Démocrates conservent                                    |                                                              |                                                              |                                                              |

### 2016
| Élection de 2016 du 7e district congressionnel de Washington | Élection de 2016 du 7e district congressionnel de Washington | Élection de 2016 du 7e district congressionnel de Washington | Élection de 2016 du 7e district congressionnel de Washington | Élection de 2016 du 7e district congressionnel de Washington |
| ------------------------------------------------------------ | ------------------------------------------------------------ | ------------------------------------------------------------ | ------------------------------------------------------------ | ------------------------------------------------------------ |
| Parti                                                        | Parti                                                        | Candidat                                                     | Votes                                                        | %                                                            |
|                                                              | Démocrate                                                    | Pramila Jayapal                                              | 212 010                                                      | 56,0                                                         |
|                                                              | Démocrate                                                    | Brady Walkinshaw                                             | 166 744                                                      | 44,0                                                         |
| Total des votes                                              | Total des votes                                              | Total des votes                                              | 378 754                                                      | 100 %                                                        |
|                                                              | Les Démocrates conservent                                    |                                                              |                                                              |                                                              |

### 2018
| Élection de 2018 du 7e district congressionnel de Washington | Élection de 2018 du 7e district congressionnel de Washington | Élection de 2018 du 7e district congressionnel de Washington | Élection de 2018 du 7e district congressionnel de Washington | Élection de 2018 du 7e district congressionnel de Washington |
| ------------------------------------------------------------ | ------------------------------------------------------------ | ------------------------------------------------------------ | ------------------------------------------------------------ | ------------------------------------------------------------ |
| Parti                                                        | Parti                                                        | Candidat                                                     | Votes                                                        | %                                                            |
|                                                              | Démocrate                                                    | Pramila Jayapal (sortante)                                   | 329 800                                                      | 83,6                                                         |
|                                                              | Républicain                                                  | Craig Keller                                                 | 64 881                                                       | 16,4                                                         |
| Total des votes                                              | Total des votes                                              | Total des votes                                              | 394 681                                                      | 100 %                                                        |
|                                                              | Les Démocrates conservent                                    |                                                              |                                                              |                                                              |

### 2020
| Élection de 2020 du 7e district congressionnel de Washington | Élection de 2020 du 7e district congressionnel de Washington | Élection de 2020 du 7e district congressionnel de Washington | Élection de 2020 du 7e district congressionnel de Washington | Élection de 2020 du 7e district congressionnel de Washington |
| ------------------------------------------------------------ | ------------------------------------------------------------ | ------------------------------------------------------------ | ------------------------------------------------------------ | ------------------------------------------------------------ |
| Parti                                                        | Parti                                                        | Candidat                                                     | Votes                                                        | %                                                            |
|                                                              | Démocrate                                                    | Pramila Jayapal (sortante)                                   | 387 109                                                      | 82,99                                                        |
|                                                              | Républicain                                                  | Craig Keller                                                 | 78 240                                                       | 16,77                                                        |
|                                                              | Write-In                                                     | Write-In                                                     | 1 113                                                        | 0,24                                                         |
| Total des votes                                              | Total des votes                                              | Total des votes                                              | 466 462                                                      | 100 %                                                        |
|                                                              | Les Démocrates conservent                                    |                                                              |                                                              |                                                              |

### 2022
| Primaire Démocrate de 2022 du 7e district congressionnel de Washington | Primaire Démocrate de 2022 du 7e district congressionnel de Washington | Primaire Démocrate de 2022 du 7e district congressionnel de Washington | Primaire Démocrate de 2022 du 7e district congressionnel de Washington | Primaire Démocrate de 2022 du 7e district congressionnel de Washington |
| ---------------------------------------------------------------------- | ---------------------------------------------------------------------- | ---------------------------------------------------------------------- | ---------------------------------------------------------------------- | ---------------------------------------------------------------------- |
| Parti                                                                  | Parti                                                                  | Candidat                                                               | Votes                                                                  | %                                                                      |
|                                                                        | Démocrate                                                              | Pramila Jayapal (sortante)                                             | 177 665                                                                | 84,6                                                                   |
|                                                                        | Républicain                                                            | Cliff Moon                                                             | 15 834                                                                 | 7,5                                                                    |
|                                                                        | Républicain                                                            | Paul Glumaz                                                            | 10 982                                                                 | 5,2                                                                    |
|                                                                        | Démocrate                                                              | Jesse James                                                            | 4 859                                                                  | 2,3                                                                    |

| Élection de 2022 du 7e district congressionnel de Washington | Élection de 2022 du 7e district congressionnel de Washington | Élection de 2022 du 7e district congressionnel de Washington | Élection de 2022 du 7e district congressionnel de Washington | Élection de 2022 du 7e district congressionnel de Washington |
| ------------------------------------------------------------ | ------------------------------------------------------------ | ------------------------------------------------------------ | ------------------------------------------------------------ | ------------------------------------------------------------ |
| Parti                                                        | Parti                                                        | Candidat                                                     | Votes                                                        | %                                                            |
|                                                              | Démocrate                                                    | Pramila Jayapal (sortante)                                   | 295 998                                                      | 85,4                                                         |
|                                                              | Républicain                                                  | Cliff Moon                                                   | 49 207                                                       | 14,2                                                         |
|                                                              | Write-In                                                     | Write-In                                                     | 1 442                                                        | 0,4                                                          |
| Total des votes                                              | Total des votes                                              | Total des votes                                              | 346 647                                                      | 100 %                                                        |
|                                                              | Les Démocrates conservent                                    |                                                              |                                                              |                                                              |

### 2024
| Primaire Démocrate de 2024 du 7e district congressionnel de Washington | Primaire Démocrate de 2024 du 7e district congressionnel de Washington | Primaire Démocrate de 2024 du 7e district congressionnel de Washington | Primaire Démocrate de 2024 du 7e district congressionnel de Washington | Primaire Démocrate de 2024 du 7e district congressionnel de Washington |
| ---------------------------------------------------------------------- | ---------------------------------------------------------------------- | ---------------------------------------------------------------------- | ---------------------------------------------------------------------- | ---------------------------------------------------------------------- |
| Parti                                                                  | Parti                                                                  | Candidat                                                               | Votes                                                                  | %                                                                      |
|                                                                        | Démocrate                                                              | Pramila Jayapal (sortante)                                             | 174 019                                                                | 79,9                                                                   |
|                                                                        | Républicain                                                            | Dan Alexander                                                          | 16 902                                                                 | 7,8                                                                    |
|                                                                        | Démocrate                                                              | Liz Hallock                                                            | 16 494                                                                 | 7,6                                                                    |
|                                                                        | Républicain                                                            | Cliff Moon                                                             | 10 070                                                                 | 4,6                                                                    |
|                                                                        | Write-In                                                               | Write-In                                                               | 409                                                                    | 0,2                                                                    |

| Élection de 2024 du 7e district congressionnel de Washington | Élection de 2024 du 7e district congressionnel de Washington | Élection de 2024 du 7e district congressionnel de Washington | Élection de 2024 du 7e district congressionnel de Washington | Élection de 2024 du 7e district congressionnel de Washington |
| ------------------------------------------------------------ | ------------------------------------------------------------ | ------------------------------------------------------------ | ------------------------------------------------------------ | ------------------------------------------------------------ |
| Parti                                                        | Parti                                                        | Candidat                                                     | Votes                                                        | %                                                            |
|                                                              | Démocrate                                                    | Pramila Jayapal (sortante)                                   | TBD                                                          | TBD                                                          |
|                                                              | Républicain                                                  | Dan Alexander                                                | TBD                                                          | TBD                                                          |
| Total des votes                                              | Total des votes                                              | Total des votes                                              | TBD                                                          | 100 %                                                        |
|                                                              |                                                              |                                                              |                                                              |                                                              |